# Антоний (Румовский)
Архиепископ Антоний (в миру Александр Иванович Румовский при рождении Борисов; 1738 — 10 (21) ноября 1786, Астрахань) — епископ Русской православной церкви, архиепископ Астраханский и Ставропольский.

## Биография
Родился в 1738 году в семье священника Суздальской епархии Иоанна Борисова.
Образование получил в Александро-Невской семинарии.
29 марта 1762 года архиепископом Санкт-Петербургским Вениамином (Пуцек-Григоровичем) в Александро-Невском монастыре пострижен в монашество.
В 1762 году назначен в семинарии учителем физики.
С 1763 года — законоучитель в сухопутном кадетском корпусе.
В 1770 году, уже в сане архимандрита Новгородского Николо-Вяжищского монастыря, определен проповедником в Московскую духовную академию.
2 февраля 1774 года хиротонисан во епископа Переславль-Залесского и Дмитровского.
19 сентября 1776 года переведен в Астрахань.
В мае 1785 года возведен в сан архиепископа.
Памятником деятельности архиепископа Антония в Астрахани осталась основанная им духовная семинария.
Скончался 10 ноября 1786 года. Погребён в кафедральном Успенском соборе Астрахани у западных дверей.